# Supertec

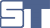
Logo Supertec

Supertec – dostawca silników dla zespołów Formuły 1 w latach 1999 – 2000. Firma ta dostarczała silniki zaprojektowane przez Renault, a zbudowane przez Mecachrome w 1998, następnie udoskonalane.
W roku 1998 należąca do Flavio Briatore firma Super Performance Competition Engineering podpisała porozumienie z firmą Mecachrome, na mocy którego zakupiła od niej silniki, zmieniła ich nazwę na Supertec i rozpoczęła ich dostarczanie różnym zespołom: w sezonie 1999 Williamsowi, Benettonowi (pod nazwą Playlife) oraz BAR, a w sezonie 2000 Benettonowi i Arrowsowi.
Silniki Supertec (w szczególności model FB01) były krytykowane za stosunkowo niewielką moc, wysokie zużycie paliwa oraz wysoką cenę. Po roku 2000 firma Supertec zaprzestała dostarczania silników.

## Dane techniczne
| Model | Rok  | Poj. (l) | Moc (KM) | Rozst. cyl. (°) | Zawory | Układ paliwowy                               | Zapłon                    | Świece   | Waga (kg) | Dł. (mm) | Szer. (mm) | Wys. (mm) |
| ----- | ---- | -------- | -------- | --------------- | ------ | -------------------------------------------- | ------------------------- | -------- | --------- | -------- | ---------- | --------- |
| FB01  | 1999 | 3        | 750      | 71              | 40     | Magneti Marelli cyfrowo-elektroniczny wtrysk | Magneti Marelli statyczny | Champion | 121       | 623      | 542        | 395       |
| FB02  | 2000 | 3        | 780      | 71              | 40     | Magneti Marelli cyfrowo-elektroniczny wtrysk | Magneti Marelli statyczny | Champion | 118       | 623      | 517        | 393       |

## Wyniki w Formule 1
| Rok  | Zespół            | Nr | Kierowca             | GP | Pkt. | Msc. |
| ---- | ----------------- | -- | -------------------- | -- | ---- | ---- |
| 1999 | Williams-Supertec | 5  | Alessandro Zanardi   | 16 | 0    | –    |
| 1999 | Williams-Supertec | 6  | Ralf Schumacher      | 16 | 35   | 6    |
| 1999 | Benetton-Playlife | 9  | Giancarlo Fisichella | 16 | 13   | 9    |
| 1999 | Benetton-Playlife | 10 | Alexander Wurz       | 16 | 3    | 13   |
| 1999 | BAR-Supertec      | 22 | Jacques Villeneuve   | 16 | 0    | –    |
| 1999 | BAR-Supertec      | 23 | Ricardo Zonta        | 13 | 0    | –    |
| 1999 | BAR-Supertec      | 23 | Mika Salo            | 3  | 0    | –    |
| 2000 | Benetton-Playlife | 11 | Giancarlo Fisichella | 17 | 18   | 6    |
| 2000 | Benetton-Playlife | 12 | Alexander Wurz       | 17 | 2    | 15   |
| 2000 | Arrows-Supertec   | 18 | Pedro de la Rosa     | 17 | 2    | 16   |
| 2000 | Arrows-Supertec   | 19 | Jos Verstappen       | 17 | 5    | 12   |